# (20141) Markidger
(20141) Markidger (1996 RL5) – planetoida z pasa głównego asteroid okrążająca Słońce w ciągu 3,4 lat w średniej odległości 2,26 j.a. Odkryta 13 września 1996 roku.